# Heston T.1/37
Heston T.1/37 là một loại máy bay huấn luyện quân sự của Anh trong thập niên 1930, do hãng Heston Aircraft Company thiết kế chế tạo, nhưng nó không được chấp nhận đưa vào biên chế.

## Tính năng kỹ chiến thuật
Đặc điểm tổng quát
- Kíp lái: 2
- Chiều dài: 31 ft 8 in (9,7 m)
- Sải cánh: 42 ft (12,8 m)
- Chiều cao: 7 ft 10 in (2,39 m)
- Diện tích cánh: 227 sq.ft (21,08 m²)
- Kết cấu dạng cánh: NACA23012
- Trọng lượng rỗng: 2.653 lb (1.204 kg)
- Trọng lượng có tải: 3.100 lb (1.406 kg)
- Động cơ: 1 × de Havilland Gipsy Queen I, 190 hp (142 kW)

 Hiệu suất bay 
- Vận tốc cực đại: 159 dặm/h (255 km/h)
- Vận tốc tắt ngưỡng: 60 dặm/h (96 km/h)
- Trần bay: 12.800 ft (3.900 m)